# Caixa d'estalvis
Una caixa d'estalvis és una entitat financera especialitzada en els comptes d'estalvis i en l'atorgament de crèdits hipotecaris, equiparable en tot a un banc excepte en el fet que aquests poden disposar dels seus excedents per satisfer el seu ànim de lucre, mentre que les caixes, per la seva naturalesa jurídica, són fundacions, privades o públiques, amb un caràcter assistencial que tenen limitacions pel que fa a l'ús dels seus excedents, ja que tenen l'obligació per llei de reinvertir els beneficis derivats de la seva activitat financera en obra cívica que creï riquesa econòmica i social allà on operi la caixa d'estalvis. És a dir, no reparteixen dividends entre uns accionistes que, d'altra banda, no tenen. A diferència dels bancs, no tenen el capital dividit en accions.
Una part important dels beneficis obtinguts, doncs, torna a la societat a través de l'anomenada "obra social", que pretén atendre les demandes de la societat, en aspectes tan diversos com la integració dels col·lectius més desafavorits, activitats culturals, restauració i conservació del patrimoni històric i artístic, conservació del medi, etc.
En general, i malgrat la llibertat que tenen per realitzar qualsevol mena d'operacions financeres, les caixes d'estalvis estan especialitzades en la canalització de l'estalvi popular i en el finançament de les famílies i de les petites i mitjanes empreses. Tenen un fort arrelament local, amb una densa xarxa d'oficines d'implantació fonamentalment regional.

## Caixes d'estalvi als Països Catalans
Les caixes d'estalvis situades al sud dels Pirineus estan públicament intervingudes a través de la inspecció del Banc d'Espanya, i associades en la Confederación Española de Cajas de Ahorros (CECA).
L'any 2008 hi havia un total de 15 caixes d'estalvis amb seu social als Països Catalans, el 2013 n'hi ha 6:
| Caixa                  | Caixes formants / Grup | Tipus fusió    | Seu       |
| ---------------------- | ---------------------- | -------------- | --------- |
| La Caixa               | La Caixa               | Absorció       | Barcelona |
| La Caixa               | Caixa Girona           | Absorció       | Barcelona |
| CatalunyaCaixa         | Caixa Catalunya        | Fusió          | Barcelona |
| CatalunyaCaixa         | Caixa Tarragona        | Fusió          | Barcelona |
| CatalunyaCaixa         | Caixa Manresa          | Fusió          | Barcelona |
| Caixa Mediterrani      | en solitari            | en solitari    | Alacant   |
| Caixa Ontinyent        | en solitari            | en solitari    | Ontinyent |
| Colonya Caixa Pollença | en solitari            | en solitari    | Pollença  |
| Bankia                 | Bancaixa               | SIP (València) | Castelló  |
| Bankia                 | Caixa Laietana         | SIP (València) | Mataró    |

El BMN (Banco Mare Nostrum SA) és un grup bancari amb seu a Madrid format per les caixes d'estalvis Cajamurcia, Caixa Penedès, Caja Granada i Sa Nostra.
| Caixa             | Caixes formants / Grup | Tipus fusió  | Seu        |
| ----------------- | ---------------------- | ------------ | ---------- |
| Banc Mare Nostrum | Caixa Penedès          | SIP (Madrid) | Vilafranca |
| Banc Mare Nostrum | Sa Nostra              | SIP (Madrid) | Palma      |

Unnim va desaparèixer en 2013 per absorció per part del BBVA.
| Caixa | Caixes formants / Grup | Tipus fusió | Seu       |
| ----- | ---------------------- | ----------- | --------- |
| Unnim | Caixa Sabadell         | Fusió       | Barcelona |
| Unnim | Caixa Terrassa         | Fusió       | Barcelona |
| Unnim | Caixa Manlleu          | Fusió       | Barcelona |